# Otra
Otra, der ved Kristiansand også hedder Torridalselven er den største flod i Sørlandet i Norge; den har sit løb fra Setesdalsheiene i Bykle kommune i nord til Kristiansand i Agder i syd, hvor den løber ud i Kristiansandsfjorden ved Østre havn.
Otra er 245 kilometer lang og er dermed Norges ottende længste flod. Middelvandføringen er 150 m³/s. Højeste vandføring er målt i oktober 1987 med ca. 1000 m³/s. Afvandingsområdet er 3.740 km² stort. Otra er en af Norges mest regulerede floder. Ti vandkraftanlæg bruger energien fra floden i vandkraftværk.
Det er to store vande i floddalen, Åraksfjorden og Byglandsfjorden.
I Otra er der produktion af lakseyngel. Laksen klarer sig godt i Otra, fordi vandet ikke er så surt. Det er en kalkrig bjerggrund i afvandingsområdet øverst i Setesdal, der giver vandet en vis bufferevne mod forsuring.
Fangsterne har været varierende, omkring 7 ton i 2001 og 2003, og 5 ton i 2002 og 2004.